# Йостейн
Йостейн (на шведски: Östen) е полулегендарен конунг на свеите от династията Инглинги.
Погребалната могила, в която лежи Йостейн, се намира във Вестерос в Централна Швеция.
Той властвал в едно смутно време, когато шведското крайбрежие било много често опустошавано. При едно такова нападение Йостейн намерил смъртта си. Древноскандинавските саги разказват, че един конунг от Ютланд на име Сьолве разграбвал земите около езерото Меларен. По това време Йостейн се намирал по всяка вероятност на остров Лувьо на същото езеро и присъствал на един пир. Сьолве с хората си обкръжили дома, в който било празненството, и го запалили като всички вътре изгорели. След това Сьолве заминал за Старата Сигтюна (селище, което се намирало на 4 км западно от днешния град Сигтюна) и поискал шведите да го признаят за конунг. Те отказали и 11 дни се били с хората на Сьолве, но накрая били победени и принудени да го приемат за владетел. Все пак това не траяло дълго, защото в крайна сметка шведите се разбунтували отново и този път успели да го убият.